# Flyggsjön
Flyggsjön är en sjö i Örnsköldsviks kommun i Ångermanland och ingår i Husåns huvudavrinningsområde. Sjön har en area på 0,636 kvadratkilometer och ligger 153,2 meter över havet. Sjön avvattnas av vattendraget Hattsjöån (Långvattsån).

## Delavrinningsområde
Flyggsjön ingår i det delavrinningsområde (706015-165157) som SMHI kallar för Utloppet av Flyggsjön. Medelhöjden är 231 meter över havet och ytan är 9,92 kvadratkilometer. Räknas de 9 avrinningsområdena uppströms in blir den ackumulerade arean 81,93 kvadratkilometer. Hattsjöån (Långvattsån) som avvattnar avrinningsområdet har biflödesordning 2, vilket innebär att vattnet flödar genom totalt 2 vattendrag innan det når havet efter 44 kilometer. Avrinningsområdet består mestadels av skog (76 procent). Avrinningsområdet har 0,62 kvadratkilometer vattenytor vilket ger det en sjöprocent på 6,3 procent.